# Iliyan Nedkov
Iliyan Nedkov (né le 18 mars 1958) est un judoka bulgare. Il participe aux Jeux olympiques d'été de 1980 dans la catégorie des poids mi-légers et remporte la médaille de bronze.

## Palmarès

### Jeux olympiques
- Jeux olympiques de 1980 à Moscou,  Union soviétique
  -  Médaille de bronze.